# Charliejevi anđeli 2: Punom brzinom
Charliejevi anđeli 2: Punom brzinom (eng. Charlie's Angels: Full Throttle) je američka akcijska komedija iz 2003. godine i nastavak tri godine ranije snimljenih Charlijevih anđela. Film je režirao McG, a glavne uloge igraju Cameron Diaz, Drew Barrymore i Lucy Liu.

## Radnja
U ovom filmu "anđeli" Natalie, Dylan i Alex su unajmljene da pronađu set ukradenih titanskih prstenova koji će stavljeni zajedno u poseban stroj prikazati listu svih osoba uključenih u program zaštite svjedoka. Otkriva se da je Dylanino ime nekoć bilo Helen Zass, te da je i sama uključena u program. U nastavku se otkriva da kradljivac pokušava prodati prstenove najvećem ponuđivaču u različitim mafijaškim grupama diljem svijeta, a u konačnici i da je bivši "anđeo" Madison Lee upletena u zločine.

## Glavne uloge
- Cameron Diaz kao Natalie Cook
- Drew Barrymore kao Dylan Sanders
- Lucy Liu kao Alex Munday